# Teschenhöhe
Teschenhöhe hieß im 19. Jahrhundert eine Ortslage in der Bürgermeisterei Höhscheid. Sie liegt im heutigen Stadtteil Aufderhöhe der bergischen Großstadt Solingen, ihr Name ist jedoch nicht mehr gebräuchlich.

## Lage und Beschreibung
Der Ort befindet sich unmittelbar an der Bundesstraße 229, der Aufderhöher Straße, zwischen der Einmündung der Opladener Straße und dem Aufderhöher Busbahnhof. In diesem Bereich befindet sich auf das campusartige Gelände des Diakonischen Werks Bethanien. An der Aufderhöher Straße befinden sich Wohnhäuser, die teils noch aus dem 19. Jahrhundert stammen. In der Nähe der Teschenhöhe entspringt der Bach Elbe, der im Süden bei Müllerhof in die Wupper mündet.
Benachbarte Ortslagen sind bzw. waren (von Nord nach West): Josefstal, Nußbaum, Aufderhöhe, Gillicher Dahl, Gillich, Birkendahl, Landwehrhöhe und Kesselsweiher.

## Etymologie
Der Ortsname ist vermutlich von dem Familiennamen Tesch abgeleitet, der auch heute noch in Solingen vorkommt. Das Toponym -höhe verdankt der Ort seiner Höhenlage oberhalb Rupelraths.

## Geschichte
Teschenhöhe entstand vermutlich um die Wende zum 18. Jahrhundert am zwischen 1752 und 1754 gebauten neuen Rheinweg von Hitdorf über Landwehr nach Solingen, der die Stadt Solingen als Wirtschaftszentrum an die Rheinschiene anband. Der neue Rheinweg wurde im 19. Jahrhundert Teil der Provinzialstraße Elberfeld-Hitdorf und nach dem Zweiten Weltkrieg zur heutigen Bundesstraße 229.:31
Die Topographische Aufnahme der Rheinlande von 1824 verzeichnet den Ort als Taschenhöhe benannt. Die Preußische Uraufnahme von 1844 verzeichnet den Ort als Taſchenhöhe. In der Topographischen Karte des Regierungsbezirks Düsseldorf von 1871 ist der Ort nur unbenannt verzeichnet.
Teschenhöhe wurde in den Ortsregistern der Anfang des 19. Jahrhunderts gegründeten Mairie bzw. Bürgermeisterei Höhscheid geführt, die 1856 das Stadtrecht erhielt. 
Mit der Städtevereinigung zu Groß-Solingen im Jahre 1929 wurde Teschenhöhe ein Ortsteil Solingens. Bereits im Stadtplan von 1929 ist der Ortsname nicht mehr verzeichnet. Er fand auch keinen Niederschlag in einen Straßennamen, weshalb der Ortsname heute nicht mehr gebräuchlich ist. An der Teschenhöhe wurde 1953/1954 auch die Aufderhöher Christuskirche nach Plänen des Solinger Architekten Wilhelm Schrader errichtet.